# Procés d'inestabilitat gravitatòria
El procés d'inestabilitat gravitatòria, en un sistema sotmès a l'acció d'una pressió interna, i de la gravetat, produeix una fluctuació de la densitat, d'una tossa característica, que comença a créixer per efecte de la seva pròpia gravetat.